# Hétérosexualité

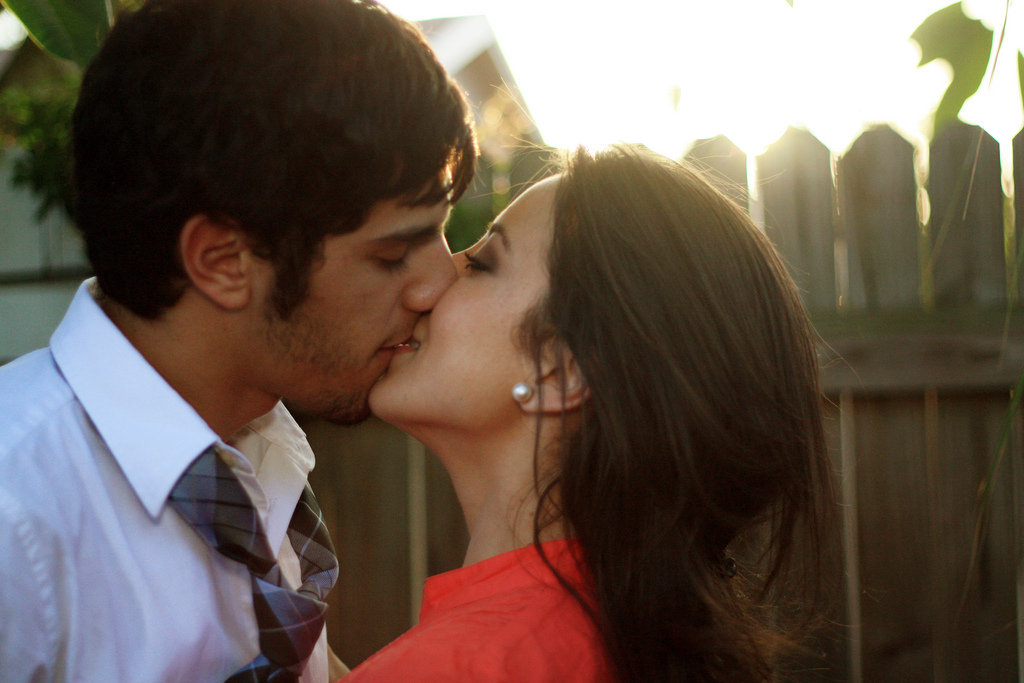
Un couple hétérosexuel échangeant un baiser.

L'hétérosexualité est une attirance romantique, une attirance sexuelle ou un comportement sexuel entre des personnes de sexes ou de genres opposés. En tant qu'orientation sexuelle, l'hétérosexualité est un « modèle durable d'attirances émotionnelles, romantiques et/ou sexuelles » pour les personnes du sexe opposé ; elle fait également « référence au sentiment d'identité d'une personne basé sur ces attirances, les comportements qui s'y rapportent et l'appartenance à une communauté d'autres personnes qui partagent ces attirances »,. Une personne hétérosexuelle est communément appelée « hétéro ».
Avec la bisexualité et l'homosexualité, l'hétérosexualité est l'une des trois principales catégories d'orientation sexuelle généralement identifiées. Dans toutes les cultures, la plupart des gens sont hétérosexuels et l'activité hétérosexuelle est de loin le type d'activité sexuelle le plus courant,.
Les scientifiques ne connaissent pas la cause exacte de l'orientation sexuelle, mais ils émettent la théorie qu'elle est causée par une interaction complexe d'influences génétiques, hormonales, interactionnelles et environnementales,, et ne la considèrent pas comme un choix,,. Bien qu'aucune théorie unique sur la cause de l'orientation sexuelle n'ait encore reçu un large soutien, les scientifiques privilégient les théories fondées sur la biologie. Il existe beaucoup plus de preuves à l'appui des causes biologiques et non sociales de l'orientation sexuelle, en particulier pour les hommes,,.
Le terme « hétérosexuel » est généralement appliqué à l'espèce humaine, qui est la seule espèce ayant construit des sociétés basées sur l'hétérosexualité, mais ce comportement est observé chez tous les mammifères et chez d'autres animaux, sans qu'il ne fonde leur organisation sociale, en raison de sa nécessité à la reproduction sexuée.

## Définitions

### Étymologie
Construit à partir du grec ancien ἕτερος, héteros, « autre, différent », le terme « hétérosexuel » n'apparaît qu'après la formation du mot « homosexuel », auquel son créateur, Karl-Maria Kertbeny, opposait d'abord le terme « normalsexuel ». Bien que trouvé, parmi d'autres catégories de sa classification des « actes érotiques », dans une de ses lettres à Ulrichs en 1868, l'adjectif n'est pas publié avant 1880, en langue allemande. En français, l'adjectif apparaît en 1891, et le substantif « hétérosexualité » en 1894. (L'abréviation hétéro existe aussi, dans un contexte plus familier).

Le symbole de Vénus, représentant le « féminin », et celui de Mars, représentant le « masculin », accrochés ensemble pour symboliser l'hétérosexualité

### Définitions
Jusque dans les années 1930, la définition de l'hétérosexualité donnée par le dictionnaire est empreinte des jugements moraux contemporains : « Passion sexuelle morbide pour une personne de sexe opposé ». L'hétérosexualité est pensée en rapport à la reproduction (plaisir vs reproduction) et à la conjugalité (hors-mariage vs couple hétérosexuel marié).
Le terme d’hétérosexualité est aujourd’hui utilisé pour désigner :
1. L’orientation sexuelle d’une personne vers des personnes du sexe opposé.
2. La condition d’une personne qui se définit, en termes d’identité sexuelle, comme hétérosexuelle.
3. Les relations sexuelles entre personnes de sexe opposé.

### Détermination biologique

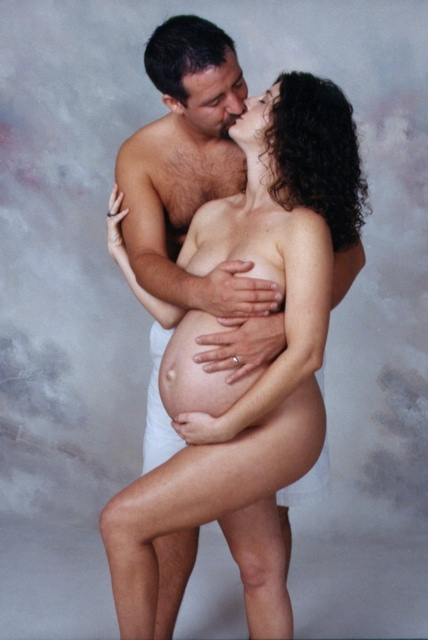
Couple hétérosexuel s'embrassant, la femme étant enceinte.

## Détermination biologique et organisation sociale

### Organisation sociale: sociétés animales et humaines
Louis-Georges Tin compare les comportements hétérosexuels des animaux avec les sociétés humaines dont l'organisation sociale est fondé sur hétérosexualité.

« Même chez les primates qui vivent souvent en société, il serait tout à fait inexact de voir une quelconque hétérosexualité au fondement de l’organisation sociale. Bien sûr, la reproduction est hétérosexuée, mais de manière beaucoup plus complexe, la vie sociale du groupe se fonde sur des rapports de dominance, de rivalité, de coopération et de fonctionnalité assez stricts : le couple hétérosexuel est rarement la cellule de base de l’organisation sociale et, dans bien des cas, il n’est même pas nécessaire à la formation sociale des petits. De ce fait, il est clair que l’hétérosexualité n’est pas ce qui règle d’ordinaire les sociétés animales. »

## Études de l'hétérosexualité institutionnalisée
Les études de l'hétérosexualité institutionnalisée ont d'abord porté, selon Steven Seidman, sur « son rôle dans la régulation de l’homosexualité » (approches queer) puis, dans les années 1990, les féministes ont analysé comment la normativité hétérosexuelle affecte la vie des hétérosexuels (voir Sue Wilkinson et Celia Kitzinger, 1993 ; Diane Richardson, 1996 ; Stevi Jackson, 1999 ; Chrys Ingraham, 1994, Malissa A. Milkie, 1999).

### Critique du désir hétérosexuel
Certaines féministes, comme Sheila Jeffreys, considèrent que l'hétérosexualité n'est pas simplement le désir d'un genre pour un autre, mais le désir qui naît de l'érotisation de la domination des hommes et de la soumission des femmes.
Cependant d'autres féministes s'opposent à cette définition (dont la réciproque est de considérer qu'une femme hétérosexuelle désire être dominée par un homme) et proposent de concevoir une hétérosexualité qui résiste ou évite les relations patriarcales.

### L'hétérosexualité comme régime politique
Dans La Pensée straight, Monique Wittig s’appuie sur le concept de « classes de sexes » (issu des féminismes matérialistes et radical) — des catégories de sexe socialement construites par le régime hétérosexuel — pour critiquer le présupposé de la différence des sexes (construction justifiant une idéologie), montrer le lien entre oppression des femmes, exclusion des minorités sexuelles et le régime politique de l'hétérosexualité, qui perpétue la division genrée du travail ainsi que l’appropriation masculine des capacités productives et reproductives des femmes, et la hiérarchie des genres. Paul B. Preciado définit l'hétérosexualité, d'après les travaux de Wittig et de Michel Foucault, comme une « technologie bio-politique destinée à produire des corps straight » (« straight » étant terme d'argot anglophone pour « hétérosexuel »),.
Le lesbianisme politique proposé par Wittig est défini par Louise Turcotte comme « un acte de résistance contre le régime politique de l’hétérosexualité » censé abolir le contrat hétérosexuel. Contrairement à Wittig, Adrienne Rich (qui déconstruit l'hétérosexualité dans La contrainte à l’hétérosexualité et l’existence lesbienne) n'exclut pas les lesbiennes du contrat social hétérosexuel, puisque pour elle l'existence d’un continuum lesbien permet de critiquer l’hétérosexualité comme institution, mais tends à banaliser le lesbianisme.
Pour les féministes matérialistes, comme Stevi Jackson, l'hétérosexualité n'est pas simplement sexuelle, mais est également une structure sociale régulée par certaines institutions comme le mariage et la famille, qui s'appuient sur la division et la répartition des tâches domestiques, le soutien et la dépendance économique, mais aussi les pratiques et les représentations qu'un couple hétérosexuel se fait de l'idéal d'une vie dite « normale ».

### L'hétérosexualité comme régulation de l’homosexualité
Dans les sociétés hétéronormatives, l’hétérosexualité est considérée comme la seule sexualité acceptable. On parle de naturalisation de l’hétérosexualité. Cette construction de l’hétérosexualité, considérée alors comme la seule sexualité envisageable socialement, entraîne un contrôle brutal de toute forme de dissidence à la norme hétérosexuelle. L’homosexualité (notamment masculine) et la bisexualité en sont les premières touchées. Considérées comme des perversions ou encore comme des maladies, elles sont réprimées socialement et même juridiquement selon l'époque et le pays. Les homosexuels sont obligés de se cacher et de vivre au ban de la société. La régulation de l’homosexualité peut aussi se faire à travers la représentation exclusive des hétérosexuels et de la norme hétérosexuelle dans le cinéma, la publicité, les livres, etc. Dans le monde occidental, depuis les années 1970, le militantisme homosexuel tente de changer cela. Les militants agissent donc comme des entrepreneurs de morale, tentant de faire accepter l’homosexualité socialement.
Le contrôle exercé sur l’homosexualité est indissociable de l’homophobie, qui peut entraîner des violences physiques, morales ou sexuelles à l’encontre des homosexuels. L’homophobie agit donc comme un contrôle social de l’homosexualité. En France, elle constitue un délit, mais dans certaines parties du monde, notamment en Afrique et au Moyen-Orient, elle est institutionnalisée : l’homosexualité y est passible d’une peine de prison voire de la peine de mort.

## Histoire de l'hétérosexualité
Jonathan Ned Katz reconstruit l’histoire de la notion d’hétérosexualité dans L’Invention de l’hétérosexualité.
Deux thèses s’opposent sur l’étendue temporelle de l’hétérosexualité et de l’homosexualité. Régis Révenin les présente ainsi :

« deux catégories : les constructionnistes ou nominalistes (très majoritaires) et les essentialistes ou réalistes, dont le plus fameux représentant fut John E. Boswell. (…) les essentialistes considèrent que les catégories « homosexualité », « hétérosexualité » servent à refléter une réalité atemporelle et universelle. Ces catégories existent dans la Nature et les êtres humains n’ont fait que reconnaître cet ordre réel et lui accorder un nom ; elles seraient ainsi le fruit de la découverte humaine et non de l’invention humaine. À l’inverse, la position constructionniste prétend que ces catégories n’ont pas toujours existé et qu’elles ont de toute façon évolué au fil des siècles. »

Toutes les sociétés humaines ne sont pas hétérosexuelles, ainsi de la Grèce antique homosociale. John Boswell remarque que l'importance de l’amour hétérosexuel est une spécificité occidentale.

### Émergence auxXIeetXIIesiècles
Louis-Georges Tin estime l'émergence d’une culture hétérosexuelle vers l'an mil (XIe et XIIe siècles) du fait du développement d’une éthique courtoise en Occident. Cette culture, qui « triomphe » au XVIIe siècle, a été contestée par le Clergé (promotion d’une vie pieuse et chaste basée sur homosocialité masculine), la Noblesse guerrière (qui valorise les couples d'hommes, éthique chevaleresque) ainsi que la médecine (retour de la doctrine de la « maladie d'amour »).
La thèse de Louis-Georges Tin est cependant critiquée par Didier Lett sur son appréciation du contexte historique, ses sources et l'analyse lexicale.
D'abord la valorisation du couple hétérosexuel est antérieure au XIIè siècle et peut être remontée jusqu'à l'antiquité grecque, ou tout du moins au Ier siècle de notre ère dans l'antiquité romaine où le citoyen romain est devenu un mari monogame dans un couple hétérosexuel. Le christianisme également rappelle que l'acte charnel doit être exclusivement hétérosexuel, toute la critique des Pères mais aussi des docteurs de l’Église concernant le péché charnel reposent sur l'hétérosexualité. De la même manière les relations homosexuelles sont condamnées bien avant le XIIè. La culture médiévale avant et après le XIIè est donc profondément hétérosexuelle et la société majoritairement mixte. Ce n'est qu'à partir de la réforme grégorienne qu'on peut constater un renforcement de l'exclusion de toutes les pratiques sexuelles non procréatives ou stériles ayant certainement augmenté la condamnation des pratiques homosexuelles sans empêcher, comme à toute époque, l'existence de « subcultures » homosexuelles. D'autre part la division homosexualité / hétérosexualité est inadéquate pour parler de la sexualité au Moyen Age, car la sexualité et le genre à cette époque étaient définis selon le rôle actif / passif dans la pratique sexuelle.
De plus, Louis-Georges Tin se base sur des textes littéraires qui ne rendent pas compte de la réalité sociale de leur époque, ceux-ci étant écrits pour une aristocratie minoritaire visant à glorifier des valeurs viriles comme la largesse, la bravoure et la courtoisie. Selon Didier Lett, il n'est pas non plus possible de diviser et d'opposer les discours du clergé, de la noblesse et des médecins comme si ceux-ci étaient fondamentalement autonomes, car ces discours prennent tous leurs racines dans une même culture chrétienne.
Enfin le lexique érotique entre hommes ne témoigne pas nécessairement de relations homosexuelles, de la même manière qu'il est depuis longtemps une convention pour exprimer l'amour mystique de Dieu et non pas les actes charnels, c'est le même champ lexical qui est utilisé pour qualifier les liens conjugaux et les liens féodo-vassaliques.

#### Les résistances cléricales
Pour le premier l'opposition est due à son caractère sexuel, pour la seconde à cause de son caractère hétéro. Le Clergé intègre partiellement hétérosexualité en constituant le mariage hétérosexuel en sacrement.

#### Les résistances chevaleresques
La classe guerrière est prise entre la contrainte à l’éthique chevaleresque (couple d'hommes) et celle courtoise (dévotion à la Dame), les chevaliers ne suivant pas cette dernière furent accusés de sodomie.

## Continuum de l'orientation sexuelle
Alfred Kinsey propose une «échelle H-H», pour « hétérosexualité-homosexualité », dotée de « sept points [qui distribuent les individus sur un continuum] en fonction de la fréquence de leurs actes et de leurs attirances ». Kinsey démontre que seule une minorité de personnes est concernée par une stricte opposition entre homosexualité et hétérosexualité.
L'hétérosexualité, de même que l'homosexualité (attirance pour le même genre) et la bisexualité (attirance pour plus d'un genre), forment les trois catégories usuellement distinguées dans le continuum de l'orientation sexuelle. Les trois orientations se recoupent, et ces allosexualités s'opposent conjointement à l'autosexualité et à l'asexualité.

## Une«identité privilégiée»
L'hétérosexualité est généralement la seule orientation sexuelle acceptée et répandue dans les sociétés hétérocentristes (ou hétéronormées). La particularité de l'hétérosexualité sur les autres orientations sexuelles est d'être naturalisée par les discours dominants (notamment religieux) et de passer pour la seule sexualité, les autres étant vues comme des déviances alors qu'elles sont aussi à naturaliser. Selon les mouvements de défense des homosexuels, la contrainte à l'hétérosexualité et les inégalités entre les sexes sont des formes d'oppression liées à l'hétérosexualité. L'hétérosexualité a pu être vue comme un système coercitif, lorsqu'elle était imposée, ou quand elle favorisait les inégalités entre les sexes,.
Dans les sociétés patriarcales, où la répression sexuelle s'exerce sur toutes les formes d'expression sexuelles du plaisir amoureux, l’état hautement désirable que représente l’hétérosexualité amène à un paradoxe. Pour quelques homosexuels ayant intégré l’homophobie, aux États-Unis d'Amérique, tous les moyens sont bons pour devenir hétérosexuels : thérapies de reconversion, traitements aversifs, électrochocs, etc.,. La difficulté de se « convertir » et les forts taux d’ « échecs » (il arrive que la tentative débouche sur le refus de toute sexualité) démontrent que devenir exclusivement hétérosexuel n’est pas une évidence, même si on le désire.
Homosexualité, bisexualité et hétérosexualité interagissent et entretiennent des échanges constants. La mise en évidence du caractère arbitraire et conventionnel de l'hétérosexualité sous sa fausse évidence ne vient pas remettre en cause des sentiments, des pratiques et une culture de toute façon dominants, mais permet de lui restituer son caractère social et de la constituer en objet d'étude historique. Les nombreux rites de séduction, d'expression du désir et les multiples formes de conjugalité apparaissent comme autant de richesses insoupçonnées.
L'hétérosexualité est critiquée dans le mouvement féministe du lesbianisme politique, étant vue en tant que fondation de la structure politique patriarcale.